# Вальтер Маццаррі
Вальтер Маццаррі (італ. Walter Mazzarri, нар. 1 жовтня 1961, Сан-Вінченцо, Італія) — італійський футболіст, що грав на позиції півзахисника. По завершенні ігрової кар'єри — тренер.
Протягом ігрової кар'єри виступав за низку клубів у нижчих італійських дивізіонах, а також за «Кальярі» та «Емполі» в Серії А. Єдиним трофеєм за всю ігрову і тренерську кар'єру є Кубок Італії, взятий 2012 року з «Наполі» (як тренером).

## Ігрова кар'єра
Вихованець юнацької команди «Фоллоніка», з якої 1979 року потрапив до академії «Фіорентини», де за свою гру отримав прізвисько «Новий Антоньйолі». Жднак за основний склад «фіалок» так і не дебютував, виступаючи на правах оренди за «Пескару», «Кальярі», в складі якого дебютував в Серії А, і «Реджяні».
1983 року перейшов до «Емполі». Відіграв за команду з Емполі наступні п'ять сезонів своєї ігрової кар'єри, допомігши клубу вперше в історії вийти в Серію А в 1985 році.
1988 року, після вильоту «Емполі» з елітного дивізіону, Маццарі перейшов до «Лікати», де провів один сезон у Серії В, але в команді закріпитись так і не зумів.
Надалі виступав за нижчолігові клуби «Модена», «Нола», «В'яреджо» та «Ачиреале».
Завершив професійну ігрову кар'єру у клубі «Торрес», за команду якого виступав у Серії C2, четвертому за рівнем дивізіоні країни, протягом сезону 1994-95 років.

## Кар'єра тренера

### Початок роботи
Маццаррі розпочав тренерську кар'єру в клубі «Болонья», де працював асистентом Ренцо Улівьєрі, потім, разом з Улівьєрі, тренував «Наполі». 1999 року почав самостійну тренерську кар'єру, очоливши молодіжний склад «Болоньї».
2001 року очолив клуб Серії С2, «Ачіреале», з яким зайняв 9-е місце в чемпіонаті. По завершенню сезону Маццаррі очолив «Пістоєзе» з Серії С1, зайнявши з клубом 10-е місце, після чого також покинув команду.

### Робота в Серії А
У наступному сезоні Маццаррі працював з клубом Серії В, «Ліворно», який вивів вперше з 1949 року з третього місця в Серію А. Однак в клубі Маццаррі не залишився і став головним тренером іншої команди Серії А «Реджини», де провів 3 сезони. Під час роботи в «Реджині», Маццаррі допомагав клубу залишатися в серії А. Більш того, 2006 року, через Кальчополі, команда почала першість з показником −15 очок (пізніше зменшених до −11 очок), однак Маццаррі все-одно за підсумками наступного сезону зміг зберегти для команди «прописку» в Серії А. Завдяки цьому результату, Маццаррі був визнаний почесним жителем міста Реджо-ді-Калабрія.
31 травня 2007 року Маццаррі підписав дворічний контракт з клубом «Сампдорія». У своєму першому сезоні в клубі він привів команду до 6-го місця та завоюванню права на виступи в Кубку УЄФА. Проте паралельно з цим що клуб провів кілька провальних матчів, включаючи поразку від «Мілана» з рахунком 0:5, через що Маццаррі навіть був змушений був спілкуватись з уболівальниками, які прийшли на базу команди. Також при ньому повернувся в Італію Антоніо Кассано. 22 травня 2008 року Маццаррі продовжив контракт з «Сампдорією» до 2010 року. Наступного року «Сампдорія» виступала невдало: вона весь сезон боролася за «виживання» в Серії А, а також вибула в 1/16 Кубка УЄФА, програвши харківському «Металісту», при цьому Маццарі оголосив, що його клуб був слабшим української команди. При цьому, більшу частину сезону Маццаррі говорив, що його клуб не знаходиться в кризі та часто, після програних матчів, стверджував, що «Сампдорія» в цих іграх була сильнішою суперника. Єдиним досягненням клубу в цей період став вихід у фінал Кубка Італії, де «Сампдорія» програла «Лаціо» в серії пенальті. 31 травня 2009 року Маццаррі оголосив, що покидає «Сампдорію» після закінчення сезону, хоча керівництво клубу і висловлювало свою довіру тренеру.

### «Наполі»
6 жовтня 2009 року Маццаррі очолив «Наполі», замінивши звільненого Роберто Донадоні. Контракт з тренером був підписаний до 2011 року з щорічною заробітною платою 1,3 млн євро. У його першій грі «Наполі» перемогло «Болонью» з рахунком 2:1. При ньому «Наполі» провело 13-матчеву безпрограшну серію, що включала матчі чемпіонату та Кубка Італії, яка завершився лише поразкою від лідера італійського футболу «Ювентуса» (3:0). В чемпіонаті «Наполі» під керівництвом Маццаррі зіграв 15 матчів без поразок, що всього на 1 гру менше клубного рекорду, встановленого в сезоні 1989/1990, коли клуб став чемпіоном. Президент команди, Ауреліо Де Лаурентіс, сказав, що Маццаррі кращий за Жозе Моурінью в 10 разів, особливо по грі в атаці. За підсумками сезону команда посіла 6 місце. Після двох поспіль нічиїх в сезоні 2010/2011 Маццаррі сказав, що на клуб створюється занадто великий тиск. До кінця календарного року команда набрала відмінний хід, вийшла з групи в Лізі Європи, зайняла третє місце в Серії А, а також виграла Кубок Італії, обігравши в фіналі все той же «Ювентус» (2:0). У сезоні 2012/2013 Маццаррі привів команду з Неаполя до срібних медалей чемпіонату Італії. 20 травня 2013 року Маццаррі оголосив про завершення роботи з «Наполі» по закінченню сезону.

### «Інтернаціонале»
24 травня 2013 року підписав дворічний контракт з «Інтернаціонале». Влітку 2014 року термін дії контракту було подовжено на рік, до 30 червня 2016 року. Проте вже 14 листопада 2014 року Вальтер Маццарі був звільнений з посади головного тренера «Інтернаціоналле» через низку незадовільних результатів.

### «Вотфорд»
21 травня 2016 року уклав трирічну угоду з англійським «Вотфордом». В сезоні 2016/17 команда під керівництвом італійця успішно вирішала питання збереження місця У Прем'єр-лізі, хоча й фінішувала на останньому «рятівному» місці у турнірній таблиці. Попри це 17 травня 2017 року було оголошено про розірвання контракту між тренером і клубом.

### «Торіно»
4 січня 2018 року був призначений головним тренером «Торіно», змінивши Синишу Михайловича. За результатами першого повного сезону, проведеного під керівництвом Маццаррі, туринська команда посіла сьоме місце у чемпіонаті, кваліфікувавшись до Ліги Європи.
По ходу наступного сезону, 4 лютого 2020 року, був звільнений після двух поспіль розгромних поразок — 0:7 від «Аталанти» і 0:4 від «Лечче».

### «Кальярі»
15 вересня 2021 року уклав трирічний тренерський контракт з «Кальярі», змінивши на посаді головного тренера команди клубу Леонардо Семплічі. Утім за результатами сезону 2021/22 команда посіла третє з кінця місце і втратила місце в елітному італійському дивізіоні, після чого спеціаліста було звільнено.

## Статистика виступів

### Статистика клубних виступів
| Сезон                | Команда              | Чемпіонат            | Чемпіонат | Чемпіонат | Національний кубок | Національний кубок | Національний кубок | Усього | Усього |
| Сезон                | Команда              | Ліга                 | Ігор      | Голів     | Ліга               | Ігор               | Голів              | Ігор   | Голів  |
| -------------------- | -------------------- | -------------------- | --------- | --------- | ------------------ | ------------------ | ------------------ | ------ | ------ |
| 1981-82              | «Пескара»            | B (ІІ)               | 26        | 4         | КІ                 | ?                  | ?                  | 26+    | 4+     |
| 1982-83              | «Кальярі»            | A                    | 4         | 0         | КІ                 | ?                  | ?                  | 4+     | 0+     |
| 1982-83              | «Реджяна»            | B (ІІ)               | 12        | 1         | КІ                 | ?                  | ?                  | 12+    | 1+     |
| 1983-84              | «Емполі»             | B (ІІ)               | 28        | 2         | КІ                 | ?                  | ?                  | ?      | 2+     |
| 1984-85              | «Емполі»             | B (ІІ)               | 25        | 0         | КІ                 | ?                  | ?                  | 25+    | 0+     |
| 1985-86              | «Емполі»             | B (ІІ)               | 9         | 2         | КІ                 | ?                  | ?                  | 9+     | 2+     |
| 1986-87              | «Емполі»             | A                    | 14        | 0         | КІ                 | ?                  | ?                  | 14+    | 0+     |
| 1987-88              | «Емполі»             | A                    | 15        | 0         | КІ                 | ?                  | ?                  | 15+    | 0+     |
| Усього за «Емполі»   | Усього за «Емполі»   | Усього за «Емполі»   | 91        | 4         |                    | ?                  | ?                  | 91+    | 4+     |
| 1988-89              | «Ліката»             | B (ІІ)               | 8         | 0         | КІ                 | ?                  | ?                  | 8+     | 0+     |
| 1989-90              | «Модена»             | C1 (ІІІ)             | 21        | 0         | КІС                | ?                  | ?                  | 21+    | 0+     |
| 1990-91              | «Нола»               | C1 (ІІІ)             | 24        | 3         | КІС                | ?                  | ?                  | 24+    | 3+     |
| 1991-92              | «Нола»               | C1 (ІІІ)             | 6         | 0         | КІС                | ?                  | ?                  | 6+     | 0+     |
| Усього за «Нолу»     | Усього за «Нолу»     | Усього за «Нолу»     | 30        | 3         |                    | ?                  | ?                  | 30+    | 3+     |
| 1991-92              | «В'яреджо»           | C2 (IV)              | 11        | 0         | КІС                | ?                  | ?                  | 11+    | 0+     |
| 1992-93              | «Ачиреале»           | C1 (ІІІ)             | 19        | 1         | КІС                | ?                  | ?                  | 19+    | 1+     |
| 1993-94              | «Ачиреале»           | B (ІІ)               | 13        | 0         | КІ                 | ?                  | ?                  | 13+    | 0+     |
| Усього за «Ачиреале» | Усього за «Ачиреале» | Усього за «Ачиреале» | 32        | 1         |                    | ?                  | ?                  | 32+    | 1+     |
| 1994-95              | «Торрес»             | C2 (IV)              | 9         | 0         | КІС                | ?                  | ?                  | 9+     | 0+     |
| Усього за кар'єру    | Усього за кар'єру    | Усього за кар'єру    | 244       | 15        |                    | ?                  | ?                  | 244+   | 15+    |

## Досягнення

### Як тренера
- Володар Кубка Італії:

«Наполі»: 2011-12